# 21. Unterseebootsflottille
La 21. Unterseebootsflottille était la 21e flottille de sous-marins allemands de la Kriegsmarine pendant la Seconde Guerre mondiale.
Formée en 1935 à Kiel en Allemagne, l'unité est appelée Schulverband der U-Bootschule (Unité école d'U-Boot) dans les premières années, transférée à Neustadt en mai 1937 avant de prendre le nom en novembre 1937 de Unterseebootsschulflottille'(flottille de formation), placée sous le commandement du korvettenkapitän Heinz Beduhn (pt).
En juillet 1941, la flottille est transférée à Pillau en Russie où elle prend le nom de 21. Unterseebootsflottille toujours en tant qu'unité d'entrainement (Ausbildungsflottille).
Elle est dissoute en mars 1945.

## Affectations
- 1935 à mai 1937 : Kiel;
- Mai 1937 à juin 1941 : Neustadt;
- Juillet 1941 à mars 1945 : Pillau.

## Commandement
| Nom                  | Grade            | Début          | Fin            |
| Kurt Slevogt (de)    | Kapitän zur See  | 1935           | 1937           |
| Heinz Beduhn (pt)    | Kapitänleutnant  | Novembre 1937  | Mars 1940      |
| Paul Büchel (pt)     | korvettenkapitän | Mars 1940      | Juin 1943      |
| Otto Schuhart        | Korvettenkapitän | Juin 1943      | Septembre 1944 |
| Herwig Collmann (de) | Kapitänleutnant  | Septembre 1944 | Mars 1945      |

## Unités
La flottille a reçu 51 unités durant son service, comprenant des U-Boote de type I A, de type II A, B, C et D, de type VII A, B et C et de type IX.
Unités de la 21. Unterseebootsflottille:
- U-2, U-3, U-4, U-5, U-6, U-7, U-9
- U-10, U-11
- U-20, U-21, U-23, U-24, U-29
- U-34, U-38
- U-48
- U-60, U-61, U-62
- U-72
- U-80
- U-101 U-120, U-121, U-139, U-141, U-148, U-151, U-152
- U-236, U-251, U-291
- U-368
- U-416, U-430
- U-555
- U-704, U-708, U-712, U-720, U-733, U-746
- U-922, U-977
- U-1195, U-1196, U-1197, U-1198, U-1201, U-1204